# リーデンブルク
リーデンブルク (Riedenburg) は、ドイツ連邦共和国バイエルン州ニーダーバイエルン行政管区のケールハイム郡に属す都市。

## 地理
アイヒシュテット郡、レーゲンスブルク郡、ノイマルクト・イン・デア・オーバープファルツ郡と境界を接する。市はアルトミュールタール自然公園の一角にあり、市内をアルトミュール川が流れる。
市内にはゾルンホーフェン石灰岩の石切場があり、始祖鳥のハールレム標本が当地で発見された。